# 原田清一
原田 清一（はらだ せいいち、1890年〈明治23年〉1月11日 - 1972年〈昭和47年〉10月20日）は、日本の海軍軍人。最終階級は海軍中将。位階勲等は正四位勲二等。

## 経歴
1890年（明治23年）、岩手県生まれ。海軍兵学校第39期を1911年（明治44年）7月18日に卒業し、1912年（大正元年）12月1日に海軍少尉に任官された。1934年（昭和9年）8月25日に「襟裳」特務艦長に就任し、11月15日に海軍大佐に進級した。1935年（昭和10年）2月22日に横須賀鎮守府附となり、5月25日に「夕張」艦長に就任した。同年10月31日に軍令部出仕となり、12月1日に海軍省軍事普及部第2課長に着任。1937年（昭和12年）11月に大本営海軍報道部第3課長に転じ、1938年（昭和13年）9月に「出雲」艦長、1939年（昭和14年）11月に「日向」艦長を歴任した。
1940年（昭和15年）11月15日に海軍少将進級と同時に佐世保人事部長兼佐世保鎮守府人事長に着任。1942年（昭和17年）8月1日に興亜院厦門連絡部長官に就任し、太平洋戦争に出征。同年11月1日に厦門方面特別根拠地隊司令官に就任し、1944年（昭和19年）5月に海軍中将に進級した。1946年（昭和21年）3月10日に予備役に編入された。
1947年（昭和22年）11月28日、公職追放仮指定を受けた。

## 年譜
- 1911年（明治44年）7月18日 - 海軍兵学校卒業。宗谷乗組[2]
- 1912年（明治45年/大正元年）
  - 3月29日 - 安芸乗組[2]
  - 12月1日 - 海軍少尉、富士乗組[2]
- 1914年（大正3年）
  - 3月23日 - 安芸乗組[2]
  - 12月1日 - 海軍中尉、海軍砲術学校普通科学生[2]
- 1915年（大正4年）5月26日 - 海軍水雷学校普通科学生[2]
- 1916年（大正5年）
  - 6月1日 - 磯波乗組[2]
  - 12月12日 - 磐手乗組[2]
- 1917年（大正6年）
  - 6月1日 - 志自岐乗組[2]
  - 12月1日 - 比叡分隊長心得[2]
- 1918年（大正7年）12月1日 - 海軍大尉、海軍大学校航海学生[2]
- 1919年（大正8年）12月1日 - 浜風航海長兼分隊長[2]
- 1920年（大正9年）
  - 5月6日 - 沢風航海長兼分隊長[2]
  - 10月25日 - 谷風航海長兼分隊長[2]
  - 12月1日 - 武蔵航海長兼分隊長[2]
- 1921年（大正10年）
  - 4月13日 - 待命[2]
  - 5月5日 - 天龍航海長兼分隊長[2]
  - 7月1日 - 野間航海長[2]
- 1921年（大正11年） - 5月30日龍田航海長兼分隊長[2]
- 1922年（大正12年） - 10月15日富士分隊長兼教官[2]
- 1923年（大正13年） - 12月1日海軍少佐、富士副官[2]
- 1924年（大正14年）
  - 11月10日 - 兼富士航海長兼分隊長[2]
  - 12月1日 - 春日副官兼教官・兼富士航海長兼分隊長[2]
- 1925年（大正14年）
  - 5月1日 - 免兼[2]
  - 11月1日 - 横須賀鎮守府附[2]
  - 12月1日 - 鎮海要港部副官兼参謀[2]
- 1928年（昭和3年）12月10日 - 赤城航海長兼分隊長[2]
- 1929年（昭和4年）11月30日 - 海軍中佐[2]
- 1930年（昭和5年）
  - 11月1日 - 軍令部出仕兼海軍省出仕[2]
  - 12月1日 - 横須賀鎮守府附、海軍省人事局第2課派遣勤務[2]
- 1934年（昭和9年）11月15日 - 海軍大佐、襟裳特務艦長[2]
- 1935年（昭和10年）
  - 2月2日 - 横須賀鎮守府附
  - 5月25日 - 夕張艦長[2]
  - 10月31日 - 軍令部出仕兼海軍省出仕[2]
  - 12月1日 - 海軍省軍事普及部第2課長[4]
- 1937年（昭和12年）11月20日 - 大本営海軍報道部第3課長[2]
- 1938年（昭和13年）9月1日 - 出雲艦長[2]
- 1939年（昭和14年）11月15日 - 日向艦長[2]
- 1940年（昭和15年）
  - 11月1日 - 佐世保鎮守府附[2]
  - 11月15日 - 海軍少将、佐世保人事部長兼佐世保鎮守府人事長[2]
- 1942年（昭和17年）
  - 7月15日 - 軍令部出仕[2]
  - 8月1日 - 興亜院連絡部長官・興亜院厦門連絡部長官[6]
  - 10月1日 - 第2遣支艦隊事務嘱託・第2遣支艦隊司令部附属・厦門方面特別根拠地隊司令官[6]
- 1944年（昭和19年）5月1日 - 海軍中将[6]
- 1946年（昭和21年）3月10日 - 予備役[6]

## 栄典
外国勲章佩用允許
- 1943年（昭和18年）7月14日 - 中華民国：一級同光勲章[7]